# Magnus Andersson i Lövhult
Magnus Andersson i riksdagen kallad Andersson i Lövhult, född 21 november 1833 i Västra Torsås församling, Kronobergs län, död 17 maj 1909 i Skatelövs församling, Kronobergs län, var en svensk lantbrukare, hemmansägare och politiker. Han var ägare till hemmanet Lövhult i Skatelövs socken.
Andersson var ledamot av riksdagens andra kammare 1888–1893, invald i Allbo härads valkrets i Kronobergs län samt 1894–1905 (andra urtima), invald i Västra Värends domsagas valkrets i samma län. Han tillhörde Nya lantmannapartiet 1888–1894 och Lantmannapartiet 1895–1905. I riksdagen skrev han 11 egna motioner, i skilda ämnen som väghållningsbesväret på landet
, större gratial åt krigsmaktens manskap samt stöd till myrutdikningar.

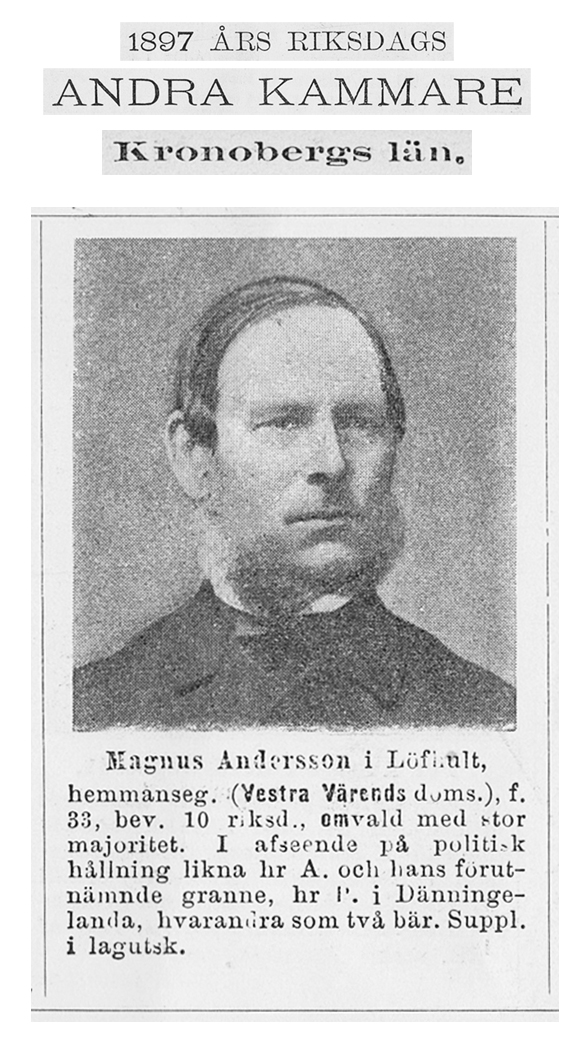
1897 års riksdag
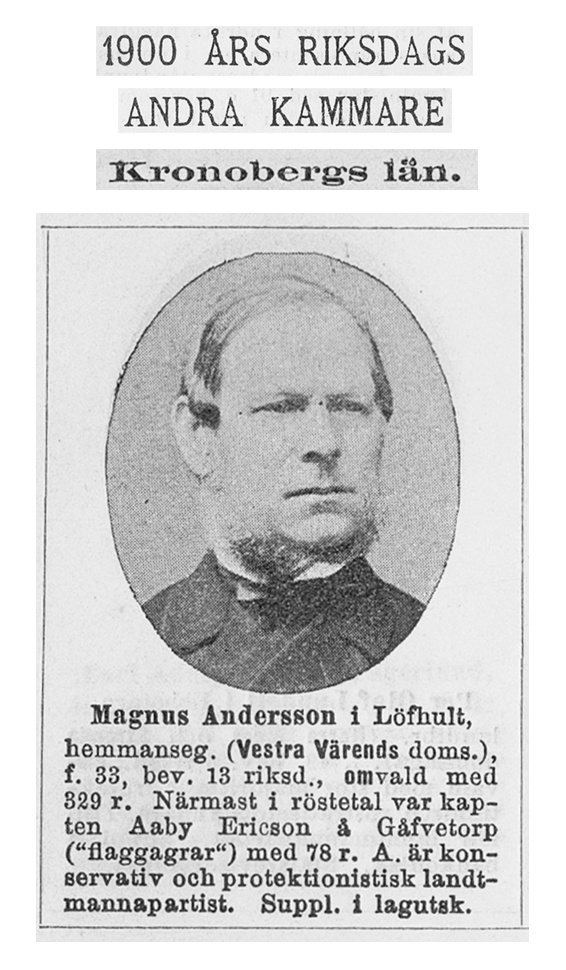
1900 års riksdag
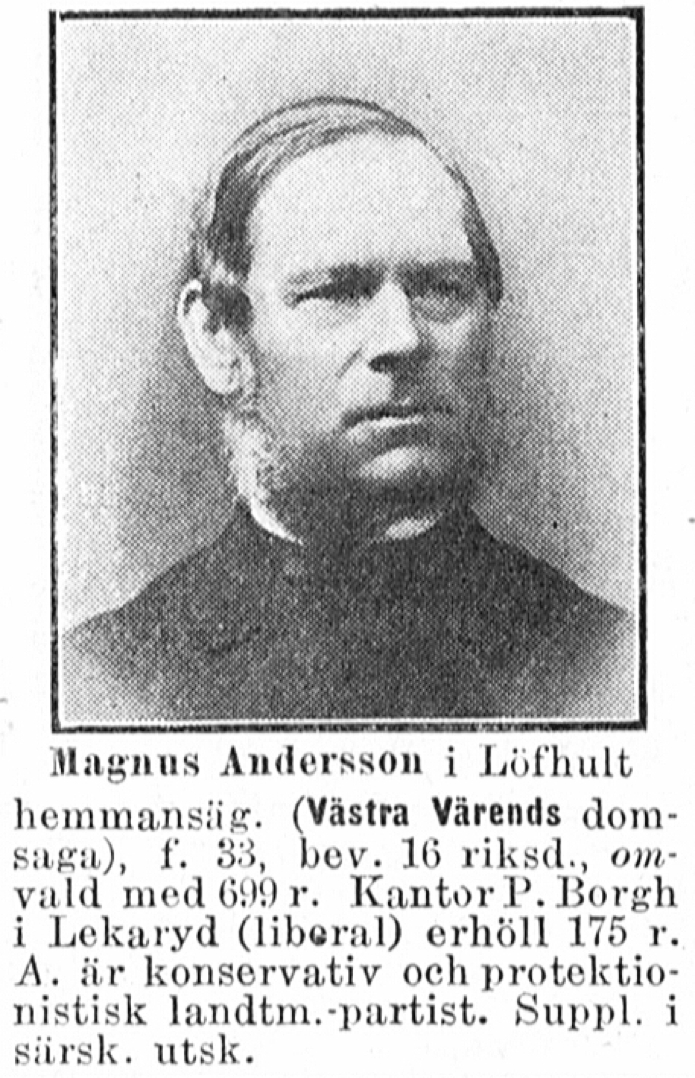
1903 års riksdag